# Iwa Slateschka
Iwa Slateschka (bulgarisch Ива Златешка, englische Transkription Iva Zlateshka; * 20. September 1988 in Trojan) ist eine bulgarische Biathletin.

## Leben und Karriere
Iwa Slateschka lebt in Trojan und trainiert in Lowetsch. Sie startet für Ajaks Trojan und wird vom Trainer Zwetan betreut. 1998 begann sie mit dem Biathlonsport und gehört seit 2003 dem bulgarischen Nationalkader an. Sie gab ihr internationales Debüt 2005 im Rahmen des Junioren-Europacups. Erste internationale Meisterschaft wurden die Biathlon-Juniorenweltmeisterschaften 2007 in Martell, bei denen Slateschka 55. des Einzels und 58. des Sprints wurde. Das Verfolgungsrennen beendete sie nicht. 2007 bestritt sie in Obertilliach ihre ersten Rennen bei den Frauen im Europacup und wurde 55. des Sprints. In Bansko erreichte sie als Zehnte im weiteren Saisonverlauf erstmals die Punkteränge und die Top-Ten-Platzierungen, im darauf basierenden Verfolgungsrennen erreichte sie mit Rang neun ihr bestes Resultat in der Rennserie. Es folgten die Offenen Balkanmeisterschaften im Biathlon 2008 in Băile Harghita, bei der Slateschka auf den zehnten Platz im Sprintrennen kam. Im weiteren Jahresverlauf startete die Bulgarin bei den Sommerbiathlon-Europameisterschaften 2008 in Bansko. In ihrer bulgarischen Heimat belegte Slateschka die Plätze 13 im Sprint und elf im Massenstartrennen. Mit Lilija Pandurowa, Miroslaw Kenanow und Ilijan Penew wurde sie zudem Vierte im Mixed-Staffelrennen.